# Selenops rapax
Selenops rapax är en spindelart som beskrevs av Cândido Firmino de Mello-Leitão 1929. 
Selenops rapax ingår i släktet Selenops och familjen Selenopidae. Inga underarter finns listade i Catalogue of Life.